# From the Green Hill
From the Green Hill – album nagrany przez polskiego muzyka jazzowego Tomasza Stańki, przewodzącego grupie znanych muzyków związanych z wytwórnią ECM.
Utwory z płyty to głównie kompozycje Tomasza Stańki. Nagrania zarejestrowane zostały w sierpniu 1998 w Rainbow Studio w Oslo. Płyta CD wydana została w 1999 przez wytwórnię ECM Records (ECM 1680). 
Album otrzymał prestiżową Nagrodę Krytyków Niemieckich (Deutscher Schallplattenpreis) – został uznany „Płytą roku 2000”.

## Muzycy
- Tomasz Stańko – trąbka
- John Surman – saksofon barytonowy, klarnet basowy
- Dino Saluzzi – bandoneon
- Michelle Makarski – skrzypce
- Anders Jormin – kontrabas
- Jon Christensen – perkusja

## Lista utworów
| 1.  | „Domino” (John Surman)                              | 7:59    |
|     |                                                     |         |
| 2.  | „Litania” (Krzysztof Komeda)                        | 2:40    |
|     |                                                     |         |
| 3.  | „Stone Ridge” (John Surman)                         | 7:58    |
|     |                                                     |         |
| 4.  | „…y despues de todo” (Tomasz Stańko)                | 3:56    |
|     |                                                     |         |
| 5.  | „Litania (Part Two)” (Krzysztof Komeda)             | 2:00    |
|     |                                                     |         |
| 6.  | „Quintet’s Time” (Tomasz Stańko)                    | 6:47    |
|     |                                                     |         |
| 7.  | „Patronic” (Tomasz Stańko)                          | 3:05    |
|     |                                                     |         |
| 8.  | „The Lark in the Dark” (Tomasz Stańko)              | 6:38    |
|     |                                                     |         |
| 9.  | „Love Theme from Farewell to Maria” (Tomasz Stańko) | 6:15    |
|     |                                                     |         |
| 10. | „…from the Green Hill” (Tomasz Stańko)              | 7:44    |
|     |                                                     |         |
| 11. | „Buschka” (Tomasz Stańko)                           | 7:09    |
|     |                                                     |         |
| 12. | „Roberto Zucco” (Tomasz Stańko)                     | 2:53    |
|     |                                                     |         |
| 13. | „Domino's Intro” (John Surman)                      | 1:01    |
|     |                                                     |         |
| 14. | „Argentyna” (Tomasz Stańko)                         | 6:49    |
|     |                                                     |         |
|     |                                                     | 1:12:54 |
|     |                                                     |         |

## Informacje uzupełniające
- Produkcja – Manfred Eicher
- Inżynier dźwięku – Jan Erik Konghaug
- Projekt graficzny – Sascha Kleis
- Zdjęcie (na okładce) – Jan Jedlicka
- Zdjęcia – Roberto Masotti